# دیانگا
دیانگا روستایی در استان نیانزا، کنیا می‌باشد.